# Tiffany Wait
Tiffany Wait, coniugata McCain (8 marzo 1978), è un'ex cestista statunitense, professionista nella WNBA.

## Palmarès
- Campionessa NWBL (2005)